# Altino Marcondes
Altino Marcondes (Taubaté, 16 de julho de 1898 — Taubaté, 25 de maio de 1932), mais conhecido como Tatú, foi um ex-futebolista brasileiro, que atuou na posição de meia-esquerda e se consagrou pelo Corinthians.

## Biografia
Antes de ser atleta de futebol, ele foi um exímio saltador e acrobata, o que o levou a fazer parte de uma companhia circense. Após isso, ele se alistou na Força Pública do Estado de São Paulo e fez parte do Corpo de Bombeiros. Porém, o período de cumprimento do serviço o fez voltar a prática do futebol. 
No início de sua carreira como atleta, os jornais o reconheciam apenas por Altino, seu primeiro nome. Mas devido às suas estratégias de jogadas serem semelhantes a um tatu (ele furava os buracos com a bola), o apelido acabou se tornando ainda mais popular que seu próprio nome.
Tatu teve uma passagem pela Ponte Preta. Porém, sua atividade como atleta se despontou no Taubaté, time de sua cidade natal, a partir de 1916. Se destacou atuando pelo Burro da Central, que na época tinha apenas 2 anos de existência. Em 1919, ele foi campeão da primeira edição do Campeonato Paulista do Interior.
Em 1920, foi para o Corinthians. Desde aquele ano, já mostrava sua habilidade para driblar os rivais. Adaptado para a meia-esquerda, Tatu formou uma ala bastante perigosa ao lado de Rodrigues, sempre apresentando grandes atuações.
Mesmo tendo um futebol bastante satisfatório, Tatu somente faturou seu primeiro título pelo Timão em 1922. No entanto, foi exatamente este título que fez com que fosse definitivamente reconhecido no futebol. Ele foi a grande revelação do Campeonato Paulista de 1922, título conquistado pelo Corinthians, até hoje bastante importante por ter acontecido no centenário da Independência do Brasil.
No mesmo ano, ele foi um dos destaques da seleção brasileira que conquistou o título do Campeonato Sul-Americano de Futebol. Ele fez um gol na partida contra o Chile (1 x 1), no dia 17 de setembro.
Com o Corinthians, a conquista de títulos não parou: ganhou, nos três anos seguintes que jogou pelo clube, o Campeonato Paulista de 1923 e o Campeonato Paulista de 1924, sendo que neste último marcou o gol do título na final contra o Paulistano. Na decisão, ocorrida na data de 11 de janeiro de 1925, o Timão venceu por 1 a 0 graças à Tatu, que assegurou o primeiro tricampeonato paulista dos três tricampeonato que o Timão faturaria entre as décadas de 1920 e 1930.
Durante todo o tempo em que jogou pelo Corinthians, ou seja, entre 1920 e 1925, Tatu jogou 95 jogos e balançou as redes 63 vezes.
No ano seguinte, compôs uma formação do Palestra Itália que realizou uma excursão pela Argentina e Uruguai. Em 1926, foi para o Vasco da Gama, agremiação que defendeu até 1928.
Em 1929, ele foi convidado para ajudar na formação do Alliança Futebol Clube, da cidade de Cachoeira de Santa Leopoldina, conhecida atualmente como Santa Leopoldina, no Espírito Santo. Lá ele foi diretor esportivo e técnico, mas voltou a atuar como atleta. Porém, em 1930, foi convidado a defender as cores da Portuguesa de Desportos, clube aonde encerrou a carreira. 
Tatu faleceu no dia 25 de maio de 1932, com apenas 33 anos de idade, vitimado por uma tuberculose.